# 87 (число)
87 (вісімдеся́т сім) — непарне натуральне число між  86 та  88.

## У математиці
Є щасливим числом. 
Дільники - 3, 29.
87 — сума квадратів перших 4 простих чисел: 

87 = 2² + 3² + 5² + 7²

## У науці
- Атомний номер  франція

## В інших областях
- 87 рік, 87 рік до н. е., 1987 рік
- ASCII-код символу «W»